# Issa Rae
Jo-Issa Rae Diop (sinh ngày 12 tháng 1 năm 1985, nghệ danh: Issa Rae) là nữ diễn viên, nhà văn, nhà sản xuất phim người Mỹ. Cô lần đầu được biết tới qua sê-ri YouTube Awkward Black Girl.
Rae sau đó nổi tiếng với tư cách là người đồng sáng lập, biên kịch kiêm diễn viên phim truyền hình Insecure (2016–2021, đài HBO), phim mang về cho cô nhiều đề cử giải Quả cầu vàng và Primetime Emmy. Năm 2015, cô ra mắt hồi ký The Misadventures of Awkward Black Girl, cuốn sách sau đó trở thành tác phẩm bán chạy nhất của tờ The New York Times. Trong các năm 2018 và 2022, Rae góp mặt trong danh sách 100 người có ảnh hưởng nhất trên thế giới của tờ Time.
Rae đã đóng một số phim điện ảnh như The Hate U Give (2018), Little (2019), The Photograph (2020), The Lovebirds (2020), Vengeance (2022) và Barbie (2023). Cô cũng lồng tiếng cho vai Jess Drew/Spider-Woman trong Spider-Man: Across the Spider-Verse (2023) và Beyond the Spider-Verse (sắp ra mắt). Cô cũng tham gia lồng tiếng trong phim ngắn Hair Love, phim giành được một giải Oscar cho phim hoạt hình ngắn xuất sắc nhất năm 2020.

## Tiểu sử
Jo-Issa Rae Diop sinh ra tại thành phố Los Angeles, California. Cha cô, Abdoulaye Diop, là một bác sĩ khoa nhi đến từ nước Senegal, mẹ cô, Delyna Marie Diop (họ gốc: Hayward), là một giáo viên đến từ bang Louisiana, cả hai gặp nhau ở Pháp khi còn đi học. Cô có bốn anh chị em.